# Assar Gabrielsson
Assar Thorvald Nathanael Gabrielsson, född 13 augusti 1891 i Korsberga i Skaraborgs län, död 28 maj 1962 i Göteborg, var en svensk företagsledare, industriman och initiativtagare till fordonsföretaget AB Volvo.
Efter företagsekonomisk utbildning och ett tiotal års verksamhet inom rullningslagerföretaget SKF tog han i slutet av 1920-talet, tillsammans med civilingenjören Gustaf Larson, initiativet till grundandet av personbilsföretaget AB Volvo, till att börja med som ett dotterbolag till SKF. Han tillträdde som företagets första verkställande direktör den 1 januari 1927. Efter de inledande åren med svårsålda bilmodeller och stora ekonomiska svårigheter kom Volvo från mitten av 1930-talet, med nya och modernare bilmodeller på programmet, att gradvis framstå som den ledande personbilstillverkaren i Sverige. Det stora genombrottet kom med lanseringen av succémodellen Volvo PV444 – "den svenska folkbilen", som var klar för serieproduktion 1945.
Assar Gabrielsson kom tillsammans med Gustaf Larsson att bli AB Volvos starka ledare fram till mitten av 1950-talet, då nästa generation tog över.

## Utbildning
Omkring år 1900 flyttade familjen till Stockholm. Gabrielsson skrevs in på Norrmalms läroverk men bytte senare skola till Norra Latin, där han avlade studentexamen 1909. Han studerade därefter vid Handelshögskolan i Stockholm, avlade ekonomisk examen i den första kullen i oktober 1911 och erhöll titeln diplomerad från Handelshögskolan i Stockholm. Några av hans lärare var Walter Ernest Harlock och Eli Heckscher. Han läste fem ämnen och betygen var höga, bland annat högsta betyg i nationalekonomi efter prov i "svenska brännvinsbränningens och sprithanteringens organisation". Dessutom studerade han ryska och engelska samt genomgick en kurs i Melins stenografi, som på den tiden ingick i kursplanen på Handelshögskolan.

## Karriär

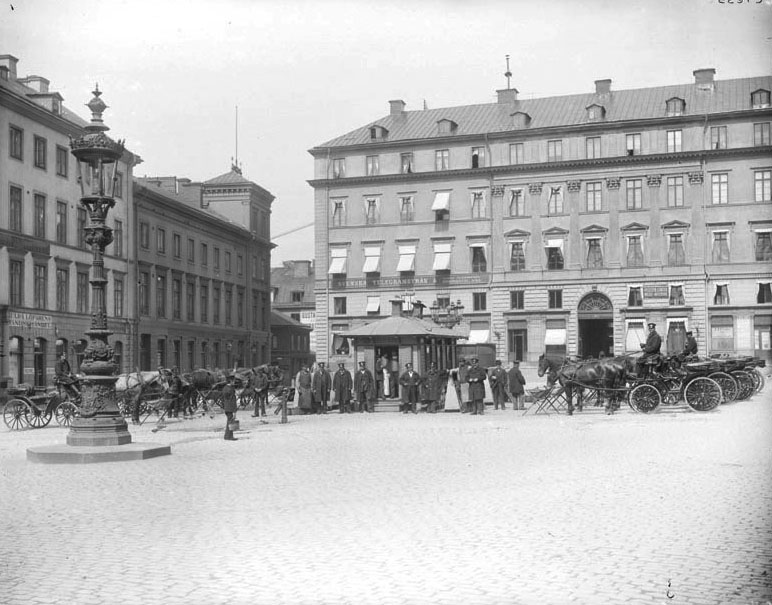
Gabrielsson studerade och avlade ekonomisk examen vid Handelshögskolan i Stockholm då denna låg i Brunkebergs hotell.

Åren 1911–1916 var han kanslist och stenograf i riksdagens andra kammare. Samtidigt var han även anställd i sin fars grossiströrelse med hönsägg med import även från Ryssland.
År 1916 anställdes Gabrielsson av Björn Prytz vid SKF i Göteborg. Prytz berättade att när han träffade Gabrielsson för första gången och frågade vad han sysslat med tidigare hade denne svarat "Jag har sålt ägg". "Då kan du säkert också sälja kullager, för de rullar ju båda", hade Prytz svarat.
År 1921 blev han verkställande direktör för SKF:s dotterbolag i Paris, Soc. Anon. des Roulements à billes, men hemkallades 1922 för posten som försäljningschef för hela SKF-koncernen efter att Prytz blivit verkställande direktör efter Sven Wingquist, som hade börjat trappa ner på arbetet på grund av sviktande hälsa.

### Idéerna om ett bilföretag tar form
Assar Gabrielsson var försäljningschef vid SKF då han tog initiativet till grundandet av AB Volvo. Motivet till idén om en personbilsindustri inom SKF var till en början att få in en fot i biltillverkningen för att få konkurrensfördelar vid utveckling och försäljning av nya lager till fordonsindustrin. Det var idéer som han fått som VD för SKF:s försäljningsbolag i Paris 1921-22, där han sett hur konkurrerande lagertillverkare köpt in sig i olika fordonstillverkare. Senare i diskussionerna kom andra motiv mer i förgrunden, såsom att Sverige på den tiden hade en stor outnyttjad verkstadskapacitet och låga verkstadslöner i jämförelse med andra länder samt att landet kunde uppvisa stort kunnande inom många teknikområden. Även faktorer som att man behövde bilar byggda för Sveriges gropiga och kurviga grusvägar, att bilbehovet var i växande på grund av Sveriges industrialisering och att det svenska stålet världen över ansågs av mycket hög kvalité vägdes in.
Dessa faktorer togs enligt Gabrielsson inte tillvara på bästa sätt. Den stora importen av personbilar från Amerika var också en viktig faktor som borde mötas på något sätt. Dessa diskussioner fördes inom olika industriorganisationer i Sverige där Gabrielsson var en av förgrundsfigurerna men också i media. Skälen att starta en bilindustri för att avsäkra lagerförsäljningen hade därmed fått en underordnad betydelse. Det primära målet var nu att öka tillväxten inom svensk verkstadsindustri som helhet genom att starta nya verksamheter som skulle ge fler arbetstillfällen och på sikt ökade exportintäkter för landet.
Personbilstillverkningen i Sverige kring åren 1910-1920 var mycket blygsam och någon serietillverkning i större skala hade ej kommit till stånd. Bland tillverkarna kan nämnas Vabis i Södertälje, som började bygga stora lyxbilar på beställning redan 1897 men upphörde med personbilar 1924, Thulinverken i Landskrona som lade ner fabriken 1925 efter totalt 500 bilar av Thulin typ A, AB J.V. Svensons Motorfabrik i Augustendal i Nacka som började bygga upp en bilfabrik 1899 men senare övergick till båtmotorer, med flera mindre företag. Lastbilssidan däremot uppvisade en stadig ökning där Scania i Malmö (senare ihopslagen med Vabis i Södertälje) var det största företaget. 1914 uppgick importen av fordon till totalt 713 personbilar, i huvudsak från Amerika, och 16 lastbilar, varefter importen efter första världskrigets slut 1918 steg markant, för att 1926 vara uppe i 15 500 personbilar och 2 100 lastbilar.
Delar av SKF:s styrelse var med all sannolikhet till en början mycket skeptiska till idén att starta en biltillverkning genom att fordonsindustrin låg långt utanför företagets affärsinriktning, även om fordonsindustrin som sådan svarade för en stor del av SKF:s försäljning av kul- och rullager, men där det mesta såldes utanför Sverige. SKF:s inställning framgår av hur projektet startade, finansierat av Gabrielsson personligen, att prototypserien togs fram i Stockholm helt vid sidan av SKF och att man redan 1929 efter bara några års verksamhet hade tänkt sälja bolaget.

### Det privata bilprojektet

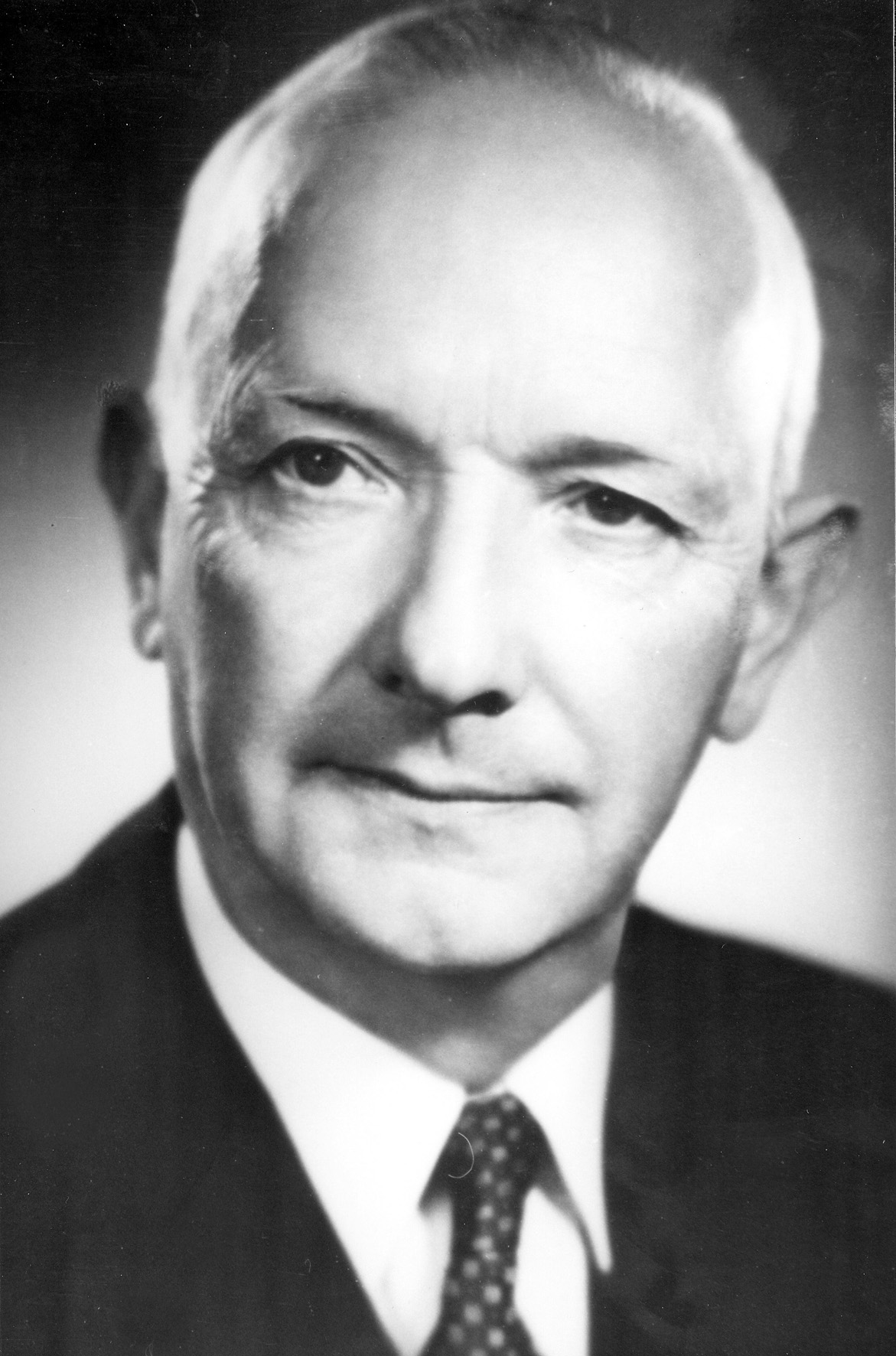
Gustaf Larson (direktör)

För att konkret visa för SKF:s styrelse att idéerna skulle hålla erbjöd sig Gabrielsson att med privat kapital ta fram en provserie bilar och en komplett investeringskalkyl inkluderande en ny produktionsanläggning för personbilstillverkning. 1924 inledde han så ett samarbete med Gustaf Larson på AB Galco i Stockholm, tidigare anställd på SKF och med erfarenhet av personbilskomponenter från sin tid som konstruktör i England på företaget White & Poppe.
Ett privat avtal tecknades mellan Gabrielsson och Larson den 16 december 1925, mer än ett år efter en muntlig överenskommelse på restaurang Sturehof i Stockholm. Enligt detta fick Larson i uppdrag att mot ersättning ta fram en helt ny personbil anpassad för svenska förhållanden men också upprätta en investeringskalkyl för en helt ny produktionsanläggning baserat på 4 000 fordon per år till att börja med. I villkoren för ersättningen till Larson angavs att den skulle utbetalas endast om projektet föll väl ut, efter minst 100 serietillverkade bilar och om detta uppnåddes senast före den 1 januari 1928. Gabrielsson skrev också in i avtalet att den eventuella köparen av den färdigkonstruerade biltypen var en öppen fråga. Inget nämndes om SKF vid den tidpunkten. Larson påbörjade arbetet med bilprojektet, som fick arbetsnamnet "Larson", innan avtalet var tecknat, hösten 1924, vid sidan av sitt ordinarie arbete på AB Galco. Ett provisoriskt konstruktionskontor inrättades i hans våning på Rådmansgatan 59 i Stockholm och monteringen av prototypbilarna skedde på AB Galco på Hälsingegatan. Till sin hjälp hade Larson ett antal ingenjörer, bland andra Jan G. Smith och senare Henry Westerberg samt ett antal teknologer från KTH.
Prototypbilen var klar i juni 1926 och förevisades i Göteborg tillsammans med den kompletta investeringskalkylen för projektet. Som produktionsanläggning tänkte man utnyttja de vid denna tid tömda fabrikslokalerna på Hisingen, som SKF hade köpt på auktion från Nordiska Kullagerfabrikens (i folkmun kallad ”Nordkulan”) konkursbo i december 1925. Köpet av Nordkulans lokaler, som SKF ej hade användning för i kullagertillverkningen, sammanfaller i tid för när avtalet mellan Gabrielsson och Larson tecknades i december 1925 och anses belägga att man redan hösten 1925 hade fått ett informellt klartecken från SKF att forcera bilprojektet. I ett brev som Larson skrev till sin syster i Göteborg är det belagt att Nordkulans lokaler var påtänkta som produktionslokal för biltillverkningen på ett tidigt stadium under 1925.
SKF förstod tidigt att det var helt avgörande att få volym på biltillverkningen, då deras inkomst på försålda kullager per volvobil år 1926 beräknades till 46 kronor. Assar Gabrielsson skriver i en förtrolig promemoria den 29 juni 1926, beträffande möjligheterna för en konkurrenskraftig tillverkning av automobiler i Sverige att:
"Det kan inte bestridas att en masstillverkning är den första förutsättningen för ett lågt tillverkningspris, men frågan är hur långt man behöver gå i masstillverkning för att vinna de flesta av masstillverkningens fördelar. Bilfabrikens dyra maskiner behöver användas fullt ut. Målet är att fullt sysselsätta den minst använda maskinen, under det att de maskiner med mindre kapacitet, som ingå i anläggningen, dubbleras eller anskaffas i större antal. Den tillverkningskvantitet, som fordras för fyllandet av ett sådant program, ligger mellan 6 000 och 8 000 automobiler per år."

### AB Volvo grundas

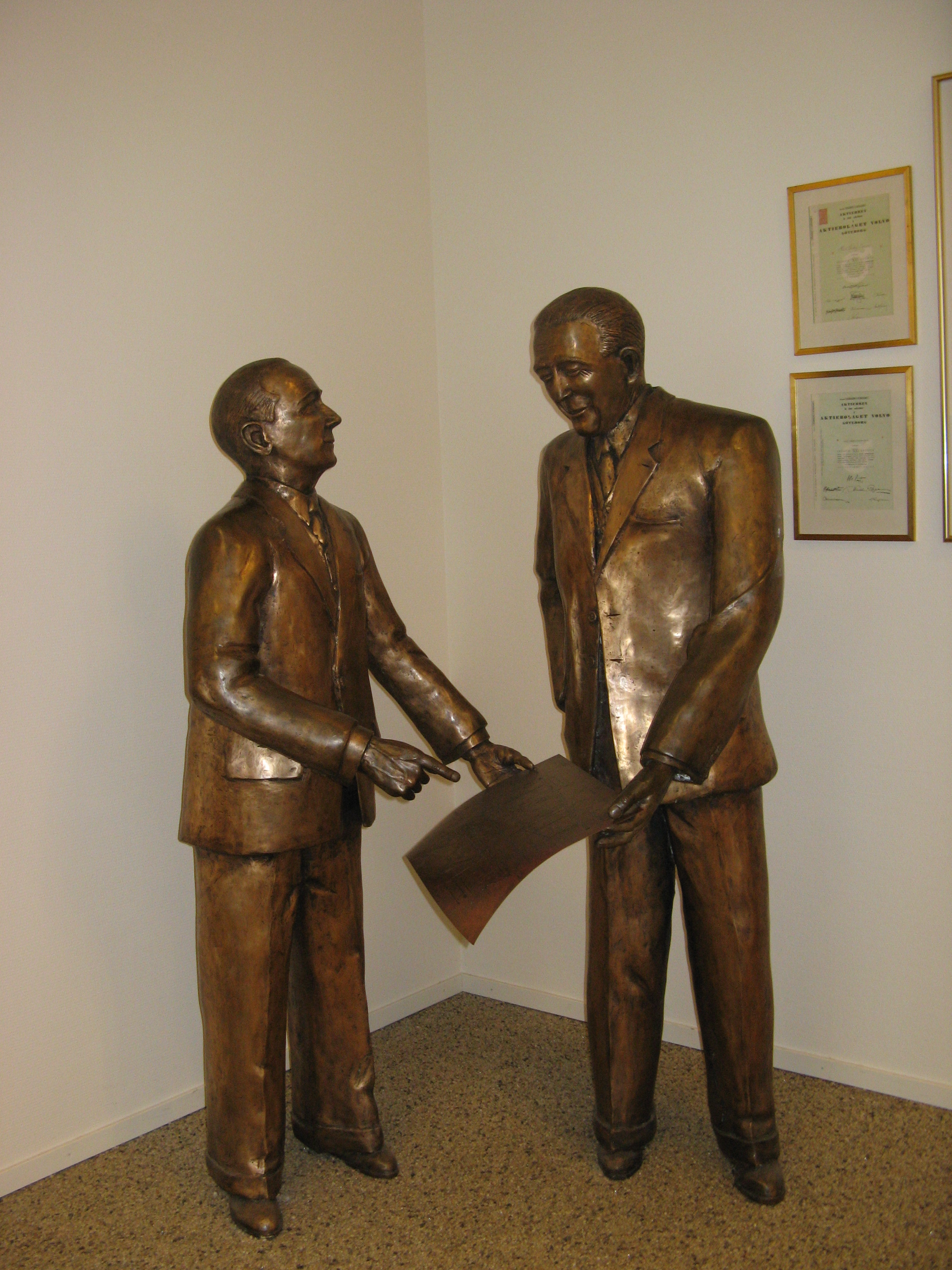
Gustav Larson och Assar Gabrielsson sluter ett privat avtal, staty på Volvo Museum i Göteborg

Vid ett styrelsemöte i Hofors den 10 augusti 1926 grundades Aktiebolaget Volvo som ett dotterbolag till SKF med verksamhetsbeskrivningen "tillverkning av automobiler". Dock räknar Volvo idag det officiella datumet för grundandet av personbilstillverkningen till den 14 april 1927, då den första bilen lämnade monteringslinjen i fabriken på Hisingen i Göteborg. Gabrielsson utsågs till Volvos första verkställande direktör och tillträdde 1 januari 1927, samtidigt som han lämnade posten som försäljningschef på SKF. Han fick betalt för de utlägg han hade haft för sitt 'privata' projekt mot att han lämnade över samtliga 10 förseriebilar, ritningar, verktyg, investeringskalkyler med mera till AB Volvo genom ett avtal som tecknades den 12 augusti 1926 mellan Björn Prytz, som representant för SKF, och Assar Gabrielsson. Gustaf Larson fick betalt av Gabrielsson för sitt arbete enligt det "privata" avtal som hade tecknats 1925 mellan Gabrielsson och Larson.
Under de första åren av Volvos verksamhet måste SKF skjuta till stora belopp då försäljningen gick trögt. Volvo ansågs som ett problembarn i koncernen. Den som främst stöttade Gabrielsson i den långvariga ekonomiska krisen var med sannolikhet Prytz som ofta hade berömt Gabrielsson för hans insatser inom SKF. År 1929 var det mycket nära att SKF hade sålt Volvo till Charles W. Nash, chef för Nash Motor Co. i USA som kom över från USA för att diskutera affären. Affären blev dock inte av tack vare Prytz, som i sista minuten övertalade styrelsen att vänta med en försäljning, genom att konstruera ett avtal där Volvo förband sig att betala royalty till SKF, "för all framtid", med 25 kronor för varje såld bil. Detta avtal löstes först 1959 under Gunnar Engellaus tid som VD för Volvo personvagnar och kom att kosta Volvo 20 miljoner kronor, i dagens penningvärde cirka 220 miljoner. En rättstvist följde i regeringsrätten där SKF tvingades betala skatt på inkomsten.
Först i september 1929 kunde Volvo uppvisa en mindre vinst, på 1 579 kronor (motsvarande i penningvärde 2007, cirka 40 000 kronor). Gabrielsson telegraferade då till William Batt, chefen för SKF i Philadelphia USA: "Vi börjar till sist skönja dagsljuset. Senaste månaden hade vi en vinst - men ack så liten". Det stora genombrottet kom med introduktionen av Volvo PV 444, "den svenska folkbilen", vid slutet av andra världskriget då folk började tro på en framtid med fred och tillväxt. Assar Gabrielsson kvarstod som VD för Volvo fram till den 30 augusti  1956, och övertog året därpå posten som styrelseordförande, en post han innehade fram till sin död 1962.

### Uppdrag vid sidan av SKF och Volvo

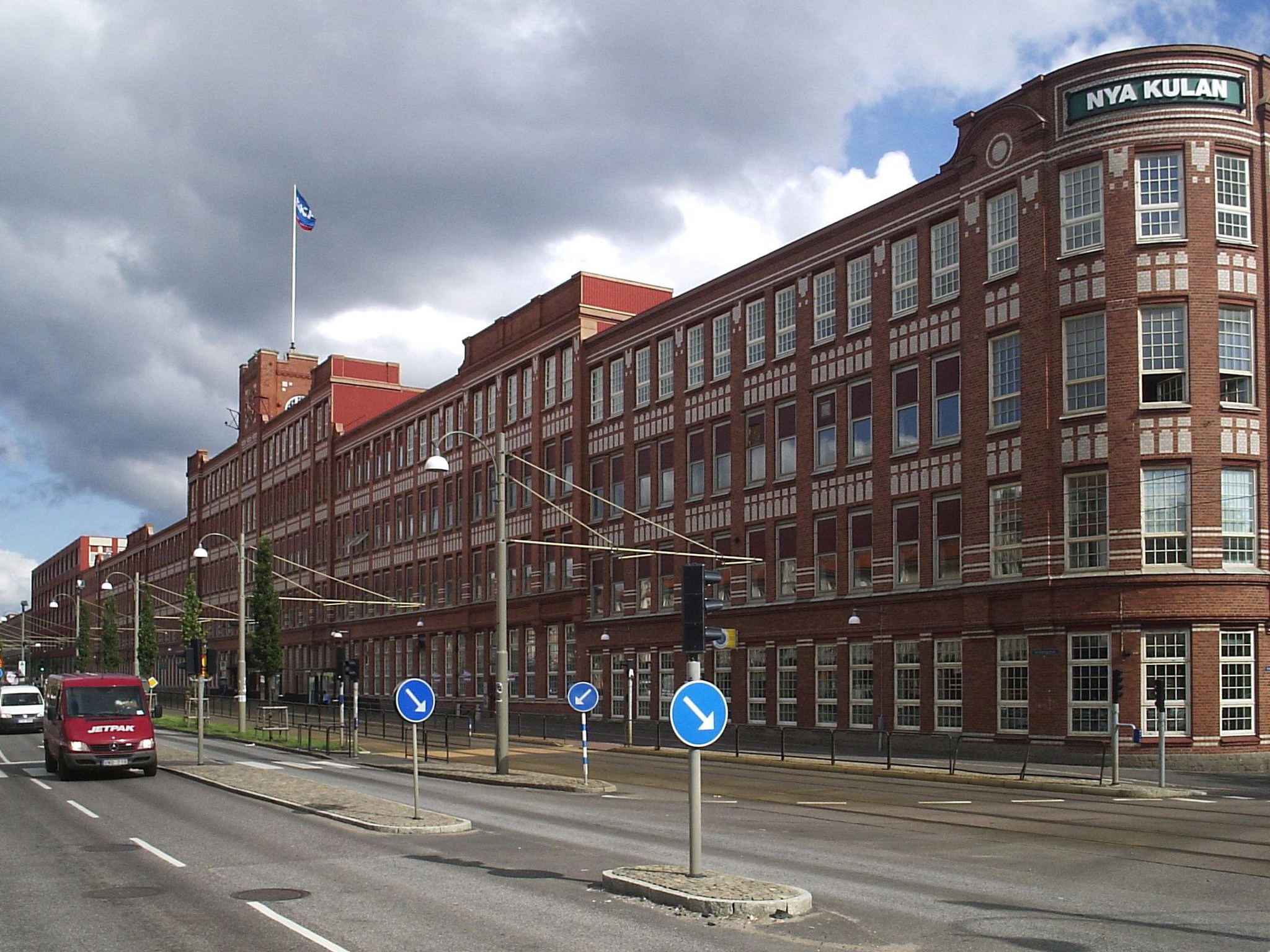
SKFs huvudkontor i Göteborg

Assar Gabrielsson hade en rad uppdrag vid sidan av sina anställningar i SKF respektive Volvo.
Han deltog i svenska regeringens handelsavtalsförhandlingar med främmande stater, bland annat med Sovjetunionen 1923-1931 inbegripande en begäran att återfå svenska egendomar konfiskerade vid den ryska revolutionen 1917-1918. För SKF:s del handlade det om att få tillbaka äganderätten till den fabrik som SKF hade byggt i Moskva före revolutionen och kunna återuppta tillverkning i landet med en rimlig lönsamhet. Ett avtalsförslag med Sovjet löpande på 25 år presenterades av Gabrielsson för SKF:s styrelse som de till en början vägrade acceptera men efter intensiva diskussioner till slut godkände. Avtalet undertecknades den 5 april 1923. Björn Prytz hade vid denna tidpunkt uttalat: "Gabrielssons starka personlighet och hans envishet i argumentationen gjorde att en del personer i ledningen kom att betrakta honom som besvärlig"..
Han var vidare medlem av Tekniska samfundet i Göteborg från 1927, ledamot av Rikskommissionen för ekonomisk försvarsberedskap 1937–1939, världspresident i Congress of Industrial Organizations 1947–1951, medlem av Vetenskaps- och Vitterhetssamhället i Göteborg från 1956 och ordförande i Götaverkens styrelse 1958–1960. Hedersledamot i svenska MTM-föreningen, 1960. Ledamot av styrelsen för AB Volvo 1926-1962, Skandinaviska Kredit AB 1945–1956, SKF 1941-1946, Svenska Tändsticks AB 1929, Svenska Flygmotor AB, Köpings Mekaniska Verkstads AB, Göteborgs Handelstidnings AB 1945-61, med flera företag. Av regeringen utsågs Gabrielsson efter Kreugerkraschen 1932 till en av de tre administratorerna i Tändsticksbolaget. I Göteborg var Assar Gabrielsson ledamot av handelskammaren 1939–1961, av stadsfullmäktige 1931–1934, av arbetslöshetskommittén 1931-1933 och av polisnämnden 1932-1938. Assar Gabrielsson var också ordförande i Göteborgs Golf Klubb 1938-1947.

## Utmärkelser och hedersbetygelser
- Kommendör med stora korset av Nordstjärneorden, 6 juni 1957.[18]

- Kungl. Ingenjörsvetenskapsakademiens de Laval-medalj (1929)
- Clarence von Rosen-medaljen (1942)
- Göteborgs stads förtjänsttecken 1954
- KTH:s stora pris (1955)
- Ekonomie hedersdoktor vid Handelshögskolan i Stockholm (ekon.dr h.c.) 1959.[19]
- Spårvagn M31 300 hos Göteborgs spårvägar bär Gabrielssons namn
- Hedersledamot av Göteborgs Golf Klubb[17]

### Minnesfonder
- Sveriges Volvohandlare instiftade 1956 en fond i Assar Gabrielssons namn, till minne av hans insatser inom svensk industri. Fondens grundkapital var 100 000 kronor och avkastningen skulle delas ut i form av ett årligt pris till ändamål som fonden bestämde. I samband med fondens instiftande lät Volvohandlarna prägla en minnesmedalj, Assar Gabrielsson-medaljen, som skulle delas ut samtidigt med priset. Ett gåvobrev från fonden och minnsmedaljen överlämnades vid Volvos återförsäljarekongress i Skövde den 3 augusti 1956 av ordföranden i Volvohandlareföreningen, direktör S.O. Träff.[20] Samma år fick Erik Magnus medaljen.[21]

- Strax före Gabrielssons död upprättades på hans begäran Stiftelsen Assar Gabrielssons fond för klinisk forskning speciellt i cancersjukdomar. Donationer till stiftelsen gjordes av AB Volvo och dess anställda samt andra företag, organisationer och enskilda personer.

## Familj
Assar Gabrielssons var son till Gabriel Nathanael Gabrielsson (1866–1943) och Anna Helmina (1867–1937), född Larsson. De gifte sig den 14 april 1889. Fadern var förvaltare på Korsberga tegelbruk och blev senare arrendator på Spännefalla gård nära Mejeriet i Tibro, där han startade en ägghandel. Assar Gabrielsson var första barnet av tre. Han hade en fem år yngre bror, Börje Gabrielsson, som parallellt med Assar Gabrielsson var verkställande direktör på Astra under 30 år.
Han gifte sig 4 mars 1916 med Anna Theresia (Tessan), född Andreasson (1889-1964) i Skövde, dotter till banvakten Johan Peter Andreasson (1849-) och hans första hustru Augusta Mathilda Nyberg (1862-). Paret Gabrielsson bodde under många år vid Kungsportsavenyn 34 i Göteborg. och fick fyra barn, Lars, Barbro, Jan och Bo.
Han ligger begravd på Kvastekulla griftegård, Partille.

## Skriftliga uttalanden av Assar Gabrielsson
- 1936. Utdrag ur en skriftlig försäljarhandledning för Volvos återförsäljare som skulle hanteras konfidentiellt, författad 1936 i numrerade exemplar av Assar Gabrielsson och Gustaf Larson med anledning av att försäljningen gick trögt och kritik riktats från återförsäljarna mot Volvo på en rad punkter där man jämfört Volvo med konkurrerande bilmärken. Assar Gabrielsson: "Det är en konst att sälja. Den som inte har anlag för att bli konstnär på ett visst område kan aldrig bli det hur mycket han än utbildas. Den som inte har anlag för att sälja och vilja sälja, kan aldrig göras till säljare genom utbildning. Men inte ens den skickligaste försäljare kan nå goda resultat om han inte vet vad han ska sälja."[3]

- 1946. Gabrielsson skriver om "Bilförsäljning och reklam"; Det första, som fordras för att man ska kunna sälja bilar är, att man gör bra bilar. Har man dåliga bilar, har man inte någon glädje av ett försäljningsarbete. De skola vara bra och när det gäller personbilar skola de dessutom vara vackra. De skola emellertid inte endast vara bra, när man säljer dem, utan de skola vara bra under en lång följd av år. Därför blir frågan om vidmakthållandet av bilarna genom en effektiv serviceorganisation av en mycket stor betydelse[26].